# یواس‌اس مریماک (۱۸۹۴)
یواس‌اس مریماک (۱۸۹۴) (به انگلیسی: USS Merrimac (1894)) یک کشتی بود که طول آن ۳۲۲ فوت ۹ اینچ (۹۸٫۳۷ متر) بود. این کشتی در سال ۱۸۹۴ ساخته شد.